# Chopin Park

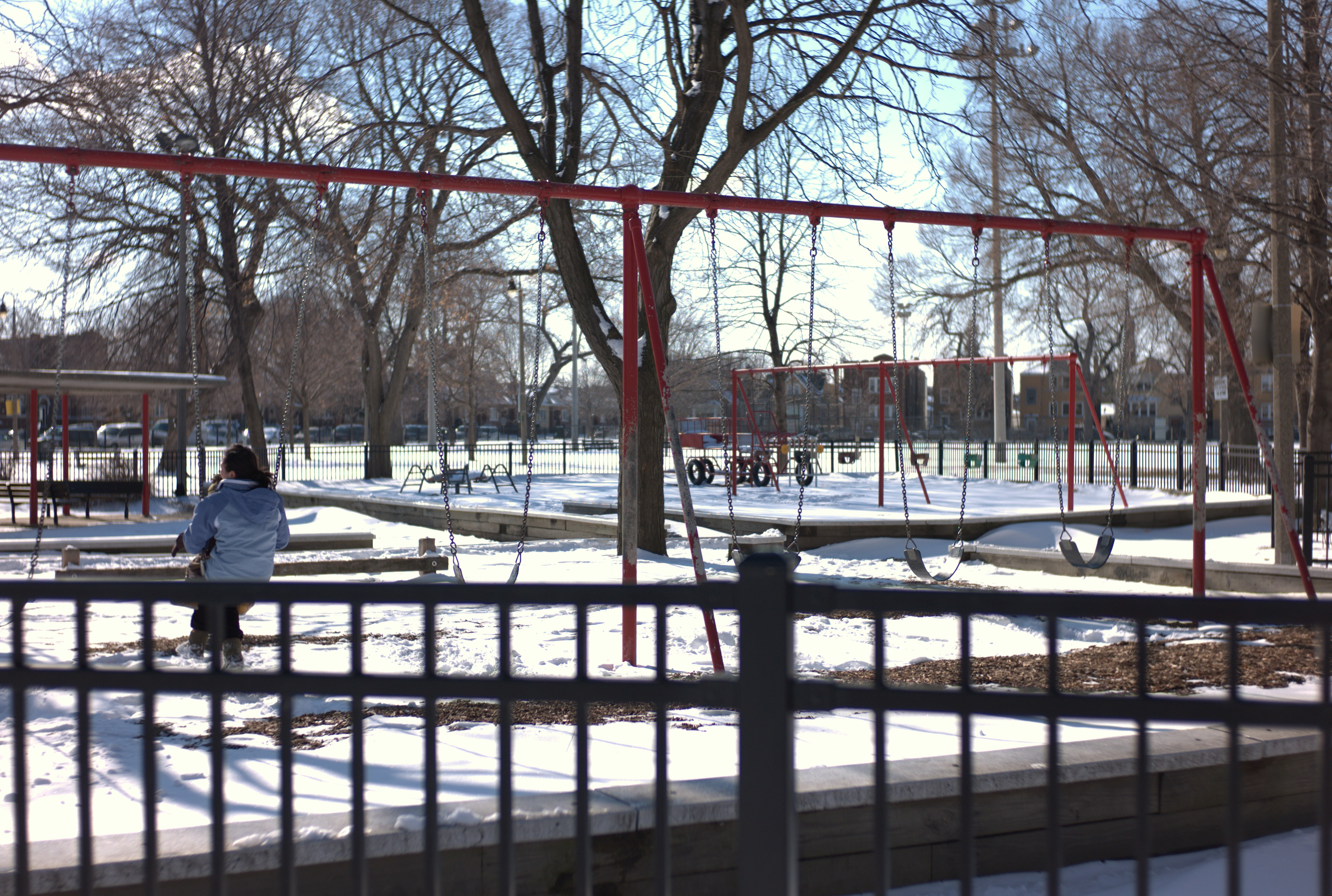
Chopin Park w Chicago, widok zimą

Chopin Park – jeden z mniejszych parków miejskich Chicago. Znajduje się w północno-zachodniej dzielnicy Portage Park przy skrzyżowaniu ulic Long i Roscoe. Biura zarządu parku mieszczą się przy 3420 North Long Avenue.

## Opis parku
W zabytkowym pawilonie na terenie 8-akrowego (2,66 ha) Chopin Parku znajduje się obszerne audytorium ze sceną i siedmioma salami wykładowymi, przeznaczonymi głównie na zajęcia dla dzieci w wieku przedszkolnym. Park umożliwia także zajęcia pozalekcyjne dla uczniów młodszych klas pobliskich szkół.
Oprócz zajęć w budynku i na placu zabaw, na terenie Chopin Parku można organizować gry zespołowe na: boisku do baseballa dla dorosłych i dwóch mniejszych dla dzieci, boisku do piłki nożnej, czterech boiskach do koszykówki, czterech kortach tenisowych, a także piaszczystym boisku do siatkówki. W gorące letnie dni dzieci mogą bawić się pod wodotryskami.
Chopin Park umożliwia zainteresowanym zajęcia z malarstwa i rzeźby, naukę gry na gitarze, pianinie i innych instrumentach. W okresie wakacji organizowane są półkolonie dla dzieci.

## Historia
Chopin Park został założony przez lokalną organizację Portage Park District, ale w roku 1934, jako jeden z 22 niezależnych parków, wchłonięty został przez ogólnomiejski Chicago Park District. W roku 1930 dawny Portage Park District zakupił niewiele ponad 8 akrów terenu w (zamieszkanym w ogromnej większości przez Polaków) południowo-wschodnim rejonie gwałtownie rozrastającej się dzielnicy Portage Park. W zbudowanym w georgiańskim stylu pawilonie znalazło się audytorium z widownią na 300 osób, możliwe do szybkiego przekształcenia w salę bankietową na prywatne przyjęcia. Pawilon ów jest bliźniaczo podobny do pawilonów w pobliskich parkach Shabbona i Wilson. Ze względu na lokalizację w sercu polskiej dzielnicy park otrzymał nazwę na cześć polskiego kompozytora – Fryderyka Chopina, a polskie organizacje od lat lobbują za ustawieniem w parku kopii łazienkowskiego pomnika kompozytora.
W połowie lat 30. XX wieku, a więc wkrótce po powstaniu Chicago Park District, nowa organizacja dokonała przebudowy budynku. Nawiązując do patrona parku, miejscowa orkiestra organizuje w audytorium regularnie koncerty.

## Obiekty
Chopin Park zapewnia odwiedzającym dostęp do:
- boisk do baseballa
- boiska do koszykówki
- sali gimnastycznej
- audytorium i sal wykładowych
- placu zabaw dla dzieci
- pływalni z natryskami
- kortów tenisowych